# Ewelina Ptak
Ewelina Ptak (Polonia, 20 de marzo de 1987) es una atleta polaca especializada en la prueba de 4x400 m, en la que consiguió ser subcampeona mundial en pista cubierta en 2016.

## Carrera deportiva
En el Campeonato Mundial de Atletismo en Pista Cubierta de 2016 ganó la medalla de plata en los relevos de 4x400 metros, llegando a meta en un tiempo de 3:31.15 segundos, tras Estados Unidos (oro) y por delante de Rumania (bronce).